# Ibn Abi l-Awdja
Abd-al-Karim ibn Abi-l-Awja fou un heretge de Bàssora, criptomaniqueu.
Expulsat de Bàssora va anar a viure a Kufa on fou executat més tard pel governador Muhàmmad ibn Sulayman vers el 772.